# Club Social y Deportivo Villa del Parque
Club Social y Deportivo Villa del Parque es un club de fútbol argentino de Necochea, en la Provincia de Buenos Aires de Argentina. El club jugó en el 4to nivel regionalizado del fútbol argentino Torneo Argentino B hasta 2007, cuando renunció a la liga.

## Historia
Villa del Parque nació por iniciativa y por el sueño de un grupo de muchachos que se juntaba a jugar a la pelota, y decidieron que la playa, la Villa balnearia tenía que tener una entidad que los referenciara, un club que los identificara.
El 29 de marzo de 1961 se dedició crear, fundar ese club que reuniría a esos pibes y a todos los que se quisieran acercar, con la sana intención de hacer crecer a ese club, que quedaría estrechamente ligado a la playa, al mar, al parque, a la peatonal 83, a la avenida 2, a la 4, a la 85, a las avenidas 10, 79 y a todos los sectores de la Villa balnearia.
Un club que siempre se caracterizó por la pasión por el club, por el amor incondicional por la camiseta, que se curtió y se hizo fuerte al tansitar durante muchos años sin un lugar que los cobijara, luego de que le arrebataran su cancha, de ser una especie de nómades, pero con una identifiación clara y concreta por el barrio, por la Villa, y por su camiseta. Hasta que con un gran esfuerzo, trabajo, dedicación, constancia y fundamentalmente con enorme pasión y un inigualable sentido de pertenencia, pudieron recuperar su espacio, construir su cancha, su sede y seguir sintiéndose orgullosos de su club, del club del barrio.
Tal vez figuras y nombres como los Julio y Vicente Bandiera, "Pepe" Sirimarco, "Chango" Cárdenas, "Gualicho" Dialeva, Julio Irigoyen, "Palomo" Ibarra, "Cacho" Zubillaga, los Raimondi, son algunos de los muchos que más identifican al club, pero el reconocimiento siempre para todos los que pasaron y los que están, que tanto han hecho y hacen para que el club sea uno de los referentes, y que sea el lugar que representa a un sector fundamental de la ciudad.

## Colores
Villa del Parque tomó los colores del Inter de Milán, que en los años de 1960 dominaba el Calcio y el fútbol mundial, trascendiendo en nuestro país cuando en 1964 fue campeón intercontinental venciendo a Independiente de Avellaneda. Ningún otro club de la liga Necochea posee esa combinación de colores negro y azul.

## Redes sociales
- Club Villa del Parque en Instagram
- Club Villa del Parque en Facebook